# Augusto Binelli
Augusto Binelli (né le 23 septembre 1964 à Carrare, en Italie) est un joueur Italien de basket-ball. Il évolue au poste de pivot.

## Palmarès
- 3e du championnat d'Europe 1985
- Vainqueur de l'Euroligue 1998
- Vainqueur de la Coupe Saporta 1990
- Champion d'Italie 1984, 1993, 1994, 1995, 1998
- Vainqueur de la coupe d'Italie 1984, 1989, 1990, 1997, 1999